# James Clark Ross
Sir James Clark Ross (Londra, 15 aprile 1800 – Aylesbury, 3 aprile 1862) è stato un esploratore e navigatore britannico.

## Biografia
All'età di 11 anni si arruolò nella Royal Navy, dove trascorse il primo anno sotto la tutela dello zio, il capitano (in seguito Sir) John Ross.
Nel 1818 accompagnò lo zio nella sua spedizione alla ricerca del Passaggio a nord-ovest. Tra il 1819 e il 1827 prese parte a quattro spedizioni nei mari dell'Artico organizzate da William Edward Parry e dedicò gli anni successivi, dal 1829 al 1833 all'esplorazione dell'Artico, ottenendo il grado di comandante.
Il 31 maggio 1831 Ross localizzò il Polo Nord magnetico nella Boothia, una penisola del Canada settentrionale.
L'8 aprile 1839 Ross assunse il comando della bombarda HMS Erebus, una tre alberi da 372 tonnellate appartenente alla classe Hecla. La nave, dopo alcuni anni di navigazione nel Mar Mediterraneo, era stata riattrezzata per la navigazione nell'Artico; sotto il comando di Ross fu ulteriormente rafforzata e gli interni vennero resi confortevoli e adatti alla lunga navigazione prevista.
Insieme alla bombarda HMS Terror, una tre alberi da 340 tonnellate appartenente alla classe Vesuvius e comandata da Francis Crozier, Ross salpò il 5 ottobre 1839 diretto in Tasmania, dove avrebbe dovuto installare un osservatorio permanente per le rilevazioni magnetiche. Lungo la rotta furono attrezzati degli osservatori temporanei sull'isola di Sant'Elena e al Capo di Buona Speranza. Per due mesi le navi rimasero alla fonda alle isole Kerguelen, dove gli ufficiali fecero rilevazioni astronomiche e analizzarono le maree.
Due giorni dopo aver lasciato le Kerguelen, le due navi furono separate da un forte uragano; la prima vittima della spedizione fu il nostromo della Erebus che, a causa del maltempo, cadde in mare e annegò. La navigazione verso la Tasmania fu difficoltosa per via dei numerosi iceberg che incontrarono sulla rotta. Ross e la Erebus attraccarono a Hobart il 16 agosto 1840, un giorno dopo l'arrivo della Terror.
Con la collaborazione di 200 detenuti messi a disposizione da Sir John Franklin, governatore della Tasmania, fu costruito l'osservatorio magnetico. A Hobart, Ross venne a conoscenza dei progressi francesi e statunitensi nella ricerca del polo sud magnetico: sia Dumont d'Urville sia Charles Wilkes stavano esplorando l'area che lui considerava un po' "di suo appannaggio". Wilkes, sulla via del ritorno, gli passò le mappe delle sue rotte e delle sue scoperte; pare che Ross non tributò mai il giusto riconoscimento a questo gesto e decise invece di percorrere una rotta più orientale rispetto a quella di Wilkes.
Le due navi salparono il 12 novembre del 1840 e il 1º gennaio 1841 attraversarono il circolo polare antartico. Nel prosieguo della navigazione furono rallentate dalla banchisa polare e dal forte maltempo; dopo pochi giorni Ross decise di proseguire e, nonostante notevoli difficoltà, le due navi giunsero ad un'area con del ghiaccio più sottile e frammentato. In seguito trovarono nuovamente del mare aperto: era stato raggiunto quello che in seguito sarebbe stato chiamato Mare di Ross.
L'11 gennaio fu avvistata terra, con un certo disappunto da parte di Ross che avrebbe desiderato che il polo sud magnetico fosse in mare. Individuò una catena montuosa che chiamò Admiralty Range; dal comportamento bizzarro dell'ago magnetico della bussola suppose di trovarsi entro un raggio di 500 miglia dal polo sud magnetico. Seguendo una rotta orientale, il 12 gennaio prese possesso di Possession Island, una delle due isole al largo di quella che chiamò Terra della regina Victoria in onore della sovrana britannica.
Il 22 gennaio le due navi superarono la latitudine raggiunta nel 1823 da James Weddell e il 27 dello stesso mese avvistarono un'enorme montagna che eruttava fuoco e fiamme:
...a mountain twelve thousand four hundred feet of elevation above the level of the sea, emitting flame and smoke in great profusion...
Chiamò il vulcano Mount Erebus e Mount Terror il vulcano estinto che lo fiancheggiava.
Era stata scoperta l'isola che in seguito sarebbe divenuta la base di partenza di molte spedizioni antartiche e che attualmente ospita il più grande insediamento scientifico del continente, la stazione McMurdo (USA). Nel 1901 Scott diede all'isola il nome di Isola di Ross.
Il 2 febbraio giunse a 78° 10' S, la latitudine più meridionale mai raggiunta fino a quel momento; dovette però tornare indietro bloccato da un'enorme parete di ghiaccio.
All'inizio di marzo tornò verso nord e giunse in Tasmania il 4 aprile 1841. Nel novembre dello stesso anno, passando dalla Nuova Zelanda, si diresse nuovamente verso i mari antartici, ma incontrò una barriera di ghiaccio che gli impedì di procedere. Si diresse quindi alle isole Falkland. Ripartì il 17 dicembre 1842 per un terzo tentativo che lo convinse che dietro alla barriera di ghiaccio dovesse trovarsi della terraferma.
Il 4 settembre 1843 rientrò in Inghilterra e l'anno successivo venne nominato Sir.
Il 1º dicembre 1856 venne promosso contrammiraglio. Morì il 3 aprile 1862 presso Aylesbury.
Al suo nome sono dedicati il Mare di Ross, la Barriera di Ross e il Monte Ross, la montagna più alta di Kerguelen. Fu inoltre il primo a descrivere quella che in seguito venne chiamata foca di Ross.

## Opere
- (EN) A Voyage of Discovery and Research in the Southern and Antarctic Regions, Londra, 1847.